# Осени, Ганью
Ганью Болайи Осени (19 сентября 1991, Ошогбо, Нигерия) — нигерийский футболист, нападающий клуба «Казма».

## Биография
1 августа 2008 года подписал контракт с ЦСКА (аренда до конца декабря 2008 года). На следующий день дебютировал за молодёжную команду армейцев, отметился голом. В межсезонье 2008—2009 армейский клуб выкупил трансфер Осени. 7 декабря 2009 года было объявлено о том, что Осени подписал контракт на 3,5 года с клубом «Эсперанс» (Тунис), где он уже выступал в 2008 году.

## Достижения
- Чемпион мира (игроки до 17 лет): 2007